# Colonsay n.º 342
Colonsay n.º 342 es un municipio rural canadiense situado en la provincia de Saskatchewan.

## Superficie
Colonsay n.º 342 tiene una superficie de 548,46 km².

## Demografía
En 2021, tenía 260 habitantes, una densidad poblacional de 0,5 hab./km², y 112 viviendas.